# Who Do We Think We Are
Who Do We Think We Are je sedmé studiové album skupiny Deep Purple a zároveň poslední album klasické sestavy Mark II. Vznikalo v době vrcholících vnitřních sporů ve skupině, především mezi zpěvákem Ianem Gillanem a kytaristou Ritchiem Blackmorem, což se promítlo do jeho obsahu i kvality. Deska nabízela sedm písní, jejich stopáž ale nepřesahovala pětatřicet minut, což z ní činí vůbec nejkratší studiové album kapely za celou více než padesátiletou historii.

## Historie
Po vydání úspěšného alba Machine Head a oceňované živé desce Made In Japan začala atmosféra v kapele houstnout. Napjaté vztahy panovaly mezi zpěvákem a frontmanem Ianem Gillanem a kytaristou Ritchiem Blackmorem. Především Blackmore v té době neustále nepřímo naznačoval, že z kapely "možná odejde" a doprovázel to plány na nejrůznější nové hudební projekty. Situace nakonec vygradovala tak, že jeden z nich musel skupinu opustit. Překvapivě to však byl unaveny a znechucený Gillan. Odejít chtěl už na konci roku 1972, ostatní ho však přesvědčili, aby ještě půl roku zůstal, aby skupina mohla absolvovat turné po vydání alba Who Do We Think We Are.
Osobní problémy v kapele přesto pokračovaly. Jon Lord s Ianem Paicem, dva ze zakládajících členů, nechtěli dopustit, aby po Gillanovi odešel i Blackmore, což v té době stále reálně hrozilo. Proto nakonec přistoupili na jeho návrh, aby byl ze skupiny společně s Gillanem vyhozen i baskytarista Roger Glover. Původní trio Lord-Paice-Blackmore pak mělo začít nanovo s jiným zpěvákem a basákem a přiklonit se více k blues, což Blackmore také požadoval. Glover do té doby o ničem nevěděl a kapela i manažeři před ním dlouho svůj záměr tajili, údajně proto, aby skupinu neopustil v průběhu turné. Později tvrdil, že při posledním setkání s Blackmorem mu kytarista řekl strohé: "Není to nic osobního, Rogere, Je to byznys." Znovu se oba hudebníci setkali až v roce 1976 a po třech dalších letech Glover překvapivě nastoupil do Blackmoreovy kapely Rainbow, kde setrval až do jejího rozpadu.
Nahrávání probíhalo v červenci a říjnu 1972, nejprve v Římě, kde však kapela stačila nahrát pouze dvě skladby, z nichž jen jedna - Woman From Tokyo - nakonec opravdu byla na nové desce použita. Poté skupina odjela na japonské turné (kde natočila živé album Made In Japan), a teprve po svém návratu dotočila Who Do We Think We Are v německém Walldorfu opět s pomocí mobilního nahrávacího studia Rolling Stones. Některé části jednotliví členové nahrávali odděleně, aby se ve studiu nepotkávali.

## Název a obal
Jméno alba pocházelo z jednoho rozhovoru s Ianem Paicem pro časopis Melody Maker z roku 1972 a bylo vtipnou reakcí kapely na dopisy, které dostávaly od svých odpůrců. Paice v rozhovoru prohlásil, že většina naštvaných dopisů začíná větou: "Kdo si Deep Purple myslí, že jsou?!" Po opětovném sjednocení kapely v roce 1984 používal zpěvák Ian Gillan tento název jako vtipnou slovní hříčku během improvizací, kdy kapela hrála jednu píseň z rockové opery Jesus Christ Superstar (kterou Gillan dříve nazpíval). Gillan tam text Who Do You Think You Are? zaměňoval právě za Who Do We Think We Are.
Obal alba vytvořil, stejně jako předcházející Machine Head, baskytarista Roger Glover, tentokrát ve spolupráci s manažerem Johnem Colettou. Použili koncertní momentky jednotlivých členů, jež pořídil fotograf Fin Costello, a umístili je do několika červených bublin vznášejících se na rozbouřené obloze. Do bubliny vměstnali i dlouhý název alba. Jak už bylo zvykem, motiv se opakoval i na zadní straně jen s tím rozdílem, že bubliny byly prázdné. Zajímavější byla vnitřní rozevíratelná část, v níž bylo umístěno mnoho novinových výstřižků píšících o Deep Purple pozitivně i negativně.

## Obsah
Ačkoliv je sedmé album Deep Purple hodnoceno spíše vlažně, nabízí i několik povedených nebo přinejmenším pozornosti hodných skladeb. Největší úspěch sklidila úvodní Woman From Tokyo, vydaná v mnoha zemích i jako singl (s výjimkou Velké Británie, kde sice bylo pro tento singl vytvořeno i katalogové číslo, ale nakonec nevyšel). Píseň, která svým stylem trochu připomíná písně tehdejší glam rockové scény (například raných Kiss), napsala kapela pod dojmem očekávání turné po Japonsku (nikoliv jako vzpomínku na něj, jak se často mylně uvádí). Ačkoli byla tato skladba ve své době populární, Deep Purple ji v sedmdesátých letech nikdy živě nehráli.
V následující Mary Long se Gillan jako hlavní autor textu vysmíval pruderním názorům starší generace ve Velké Británii. Hlavní postava Mary Long byla složeninou jmen dvou známých veřejných strážců britské morálky - Mary Whitehouseové a lorda Longforda. V písni Smooth Dancer si zase zpěvák vyřizoval účty s Ritchiem Blackmorem. Text písně, v níž Gillan kytaristu oslovuje Black Suede (Černý semiši), podle Blackmoreova oblíbeného oblečení, je plný štiplavých výpadů a údajně byl nahráván, když Blackmore nebyl ve studiu. Stejně jako u Mary Long však text zatlačuje nepříliš výraznou hudbu do pozadí, což je potíž většiny písní na albu. Podobný problém má nezvykle krátká Super Trouper, Rat Bat Blue (v níž Gillan zpívá poněkud drsný text o sexu s fanynkou a jejím následném odvržení) nebo nevýrazné blues Place In Line. Dojem z alba vylepšila alespoň závěrečná houpavá Our Lady s netypickým duchovním textem (Our Lady údajně představuje Pannu Marii) a založená na hutných varhanách Jona Lorda.
Během nahrávání alba vznikla i skladba Painted Horse. Kapela ji nahrála během první etapy v Římě společně s Woman From Tokyo, na desku ji však nakonec nezařadila.

## Ohlasy a přijetí
Album si po vydání nevedlo špatně, v britské hitparádě skončilo čtvrté a v americké patnácté. V obou případech to však byl ústup oproti umístění předchozí desky Machine Head. Do druhého stínu uvrhlo Who Do We Think We Are následující energické album Burn, které už natočila jiná sestava Deep Purple.
Pravdou však také je, že album nepředstavuje skupinu na vrcholu tvůrčích sil. Osobní problémy jednotlivých členů se na kvalitě tvorby projevily. Kapela se často neshodla ani na výběru písní, které se měly nahrát. Zejména kytarové party Ritchieho Blackmorea jsou často nenápadité a netečné, nepřispěl ani tolika sóly jako dříve. Jeho hra působí dojmem, jako kdyby ho nahrávání příliš nebavilo, což vynikne zvláště při srovnání s následujícím albem. Jím uvolněný prostor naopak využil Jon Lord, jehož varhany se staly ústředním nástrojem více skladeb, než bývalo obvyklé.
Většina písní z desky postupně zapadla, nová sestava Deep Purple preferovala především skladby z alba Burn a po návratu Mark II v polovině osmdesátých let se do koncertního playlistu vrátila jen Woman From Tokyo. Žádný z členů kapely, s výjimkou Rogera Glovera, také album nijak zvlášť nevyzdvihoval. Glover použil paralelu s Beatles, když citoval výrok Paula McCartneyho, který prohlásil, že Let It Be je z devadesáti procent příjemné album, ale všichni věnují pozornost jen těm deseti procentům.

## Seznam skladeb
(Všechny skladby napsali Blackmore, Gillan, Glover, Lord a Paice)
| LP strana 1 | LP strana 1      | LP strana 1 |
| Pořadí      | Název            | Délka       |
| ----------- | ---------------- | ----------- |
| 1.          | Woman from Tokyo | 5:48        |
| 2.          | Mary Long        | 4:23        |
| 3.          | Super Trouper    | 2:54        |
| 4.          | Smooth Dancer    | 4:08        |

| LP strana 2 | LP strana 2   | LP strana 2 |
| Pořadí      | Název         | Délka       |
| ----------- | ------------- | ----------- |
| 5.          | Rat Bat Blue  | 5:23        |
| 6.          | Place in Line | 6:29        |
| 7.          | Our Lady      | 5:12        |

| Bonusové skladby na remasterovaném CD vydaném v roce 2000 | Bonusové skladby na remasterovaném CD vydaném v roce 2000 | Bonusové skladby na remasterovaném CD vydaném v roce 2000 |
| Pořadí                                                    | Název                                                     | Délka                                                     |
| --------------------------------------------------------- | --------------------------------------------------------- | --------------------------------------------------------- |
| 8.                                                        | Woman from Tokyo (’99 Remix)                              | 6:37                                                      |
| 9.                                                        | Woman from Tokyo (Alternate bridge)                       | 1:24                                                      |
| 10.                                                       | Painted Horse (studio out-take)                           | 5:19                                                      |
| 11.                                                       | Our Lady (’99 Remix)                                      | 6:05                                                      |
| 12.                                                       | Rat Bat Blue (writing session)                            | 0:57                                                      |
| 13.                                                       | Rat Bat Blue (’99 Remix)                                  | 5:49                                                      |
| 14.                                                       | First Day Jam (instrumental)                              | 11:31                                                     |

## Obsazení
- Ritchie Blackmore – kytara
- Ian Gillan – zpěv
- Roger Glover – baskytara
- Jon Lord – klávesy
- Ian Paice – bicí